# Romanshorn
Romanshorn é uma comuna da Suíça, no Cantão Turgóvia, com cerca de 9.362 habitantes. Estende-se por uma área de 8,82 km², de densidade populacional de 1.061 hab/km². Confina com as seguintes comunas: Friedrichshafen (DE-BY), Hefenhofen, Immenstaad am Bodensee (DE-BY), Salmsach, Uttwil.
A língua oficial nesta comuna é o Alemão.